# Kouadio Otokpa
Kouadio Otokpa, född 9 juni 1959, är en friidrottare från Elfenbenskusten. Han deltog vid olympiska sommarspelen 1984.